# Municipio de Huandacareo
El municipio de Huandacareo es uno de los 113 municipios del estado mexicano de Michoacán. Está localizado al norte del mismo. Su cabecera municipal es la localidad de Huandacareo. Forma parte de la región socioeconómica 3. Cuitzeo del estado de Michoacán.

## Toponimia
El nombre «Huandacareo» deriva del vocablo purépecha uandakua, que significa aproximadamente ‘lugar de juicios’, ‘lugar de oradores’ o ‘tribunal’.

## Historia

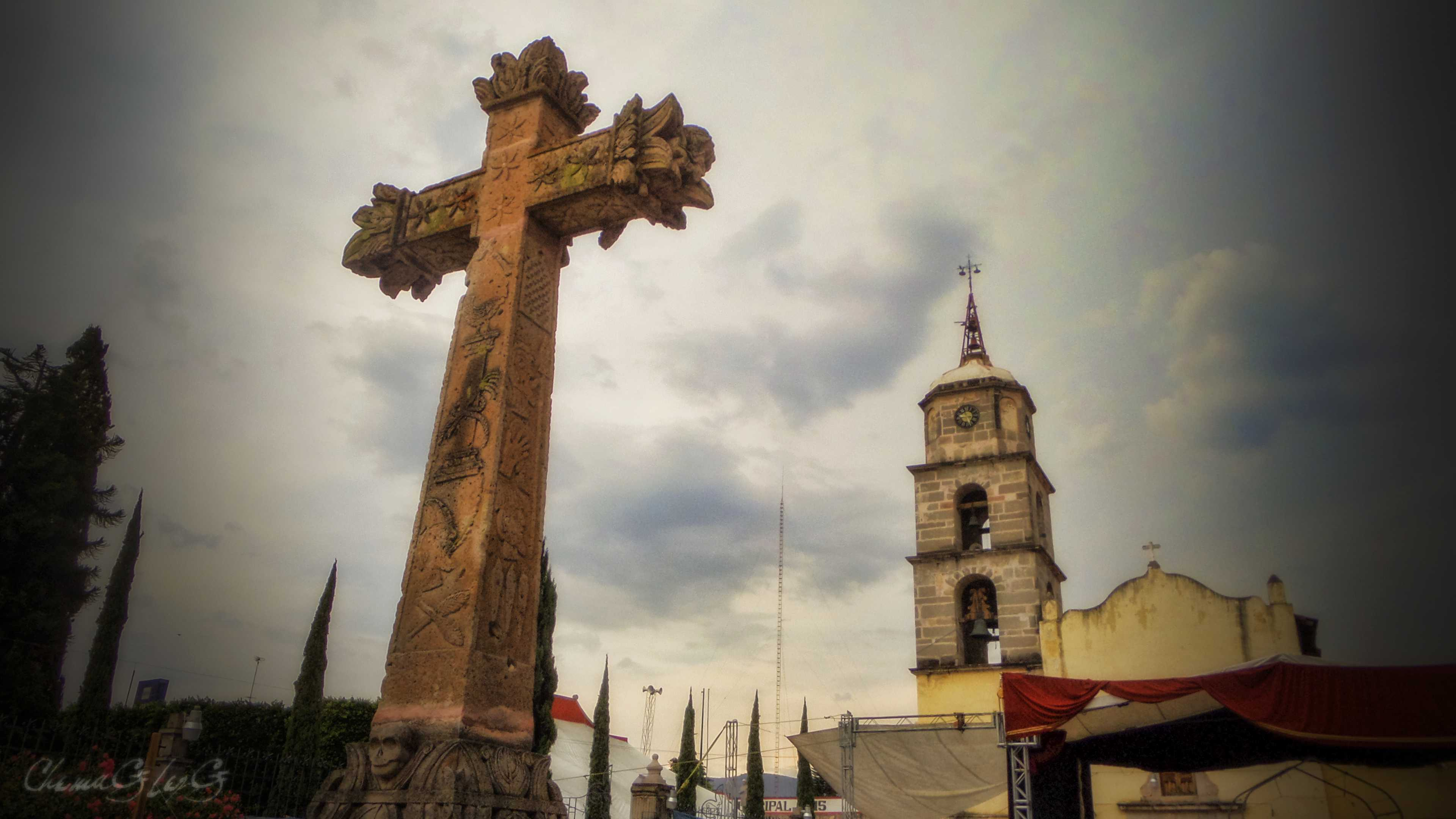
Cruz Atrial y Templo de San Jerónimo

En la era prehispánica, la primera cultura que tuvo influencia fue la de Chupícuaro, una de las más antiguas de la región, con cierta influencia de Teotihuacán. Al final del período prehispánico, estaba bajo el control del Estado purépecha.
Después de la conquista española, el proceso de evangelización quedó bajo el control de los agustinos, quienes hicieron de esta área una hacienda que absorbió toda la mano de obra indígena local. Durante el período colonial, esta área era parte de Cuitzeo, produciendo maíz, trigo y vegetales.
A finales del siglo XVIII, la población había crecido lo suficiente como para tener su propia iglesia parroquial. Durante la Guerra de la Independencia de México, fue saqueada por alimentos.
Durante el siglo XIX, el área siguió siendo una hacienda bajo el control de los agustinos, produciendo maíz, cochinilla (Dactylopius coccus) y cebollas. El área se puso del lado de los conservadores durante la Guerra de Reforma debido al poder del monasterio Cuitzeo en el municipio. Sin embargo, este poder se rompió cuando los liberales ganaron, y la hacienda pasó a manos seculares.
El 28 de noviembre de 1919 Huandacareo fue elevado a la categoría de Municipio Libre y Soberano del estado de Michoacán de Ocampo, siendo gobernador el C. Ing. Civil-Topógrafo Pascual Ortiz Rubio. Decretado por la ley territorial.

## Geografía
Huandacareo es un municipio ubicado en el norte del estado mexicano de Michoacán. Tiene una superficie de 96.49 km². Limita al norte con el estado de Guanajuato; al este con el municipio de Cuitzeo, al sur con los municipios de Chucándiro y Copándaro; y al oeste con el municipio de Morelos.

### Clima
Según la clasificación climática de Köppen el clima de Huandacareo corresponde a la categoría Cwb (templado subhúmedo de montaña con invierno seco y verano suave).

### Hidrografía

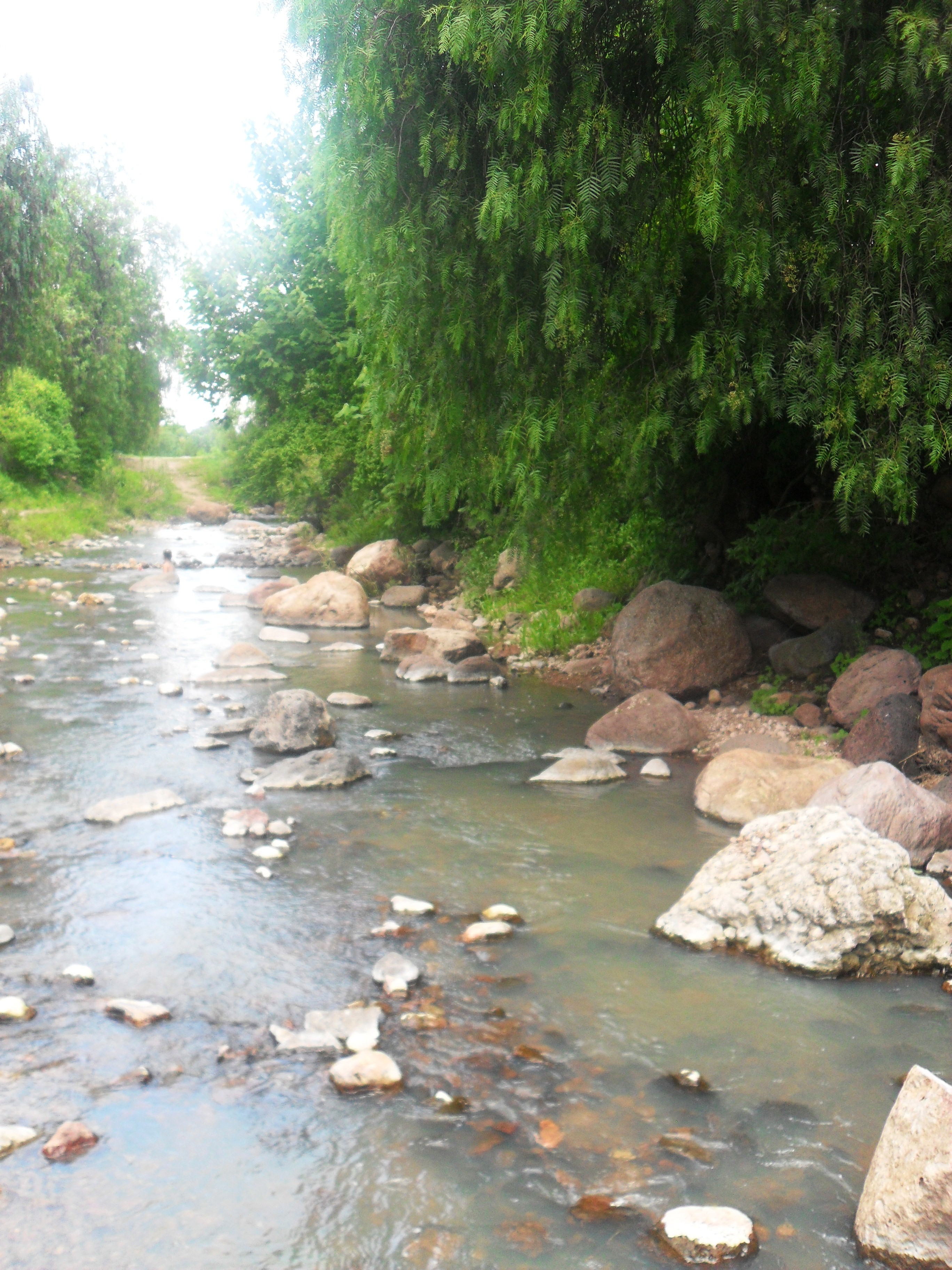
Arroyo Blanco de Huandacareo

Su hidrografía se constituye por los arroyos el Colorado, el Blanco, parte del lago de Cuitzeo y la presa San Cristóbal.

### Orografía
Su orografía se constituye por la depresión de Cuitzeo y los cerros Manuma, Campanas, Coronilla, Encina y Amoles.

## Demografía
La población total del municipio de Huandacareo es de 11 644 habitantes, lo que representa un crecimiento promedio de 0.45 % anual en el período 2010-2020 sobre la base de los 11 592 habitantes registrados en el censo anterior. Al año 2020 la densidad del municipio era de 121 hab/km².
| Gráfica de evolución demográfica de Municipio de Huandacareo entre 2000 y 2020 |
|                                                                                |
| Fuente: Instituto Nacional de Estadística Geografía e Informática              |

En el año 2010 estaba clasificado como un municipio de grado bajo de vulnerabilidad social, con el 8.56 % de su población en estado de pobreza extrema.
La población del municipio está mayoritariamente alfabetizada (12.26 % de personas analfabetas al año 2010) con un grado de escolarización en torno de los 6 años. Solo el 0.65 % de la población se reconoce como indígena.
El 95.50 % de la población profesa la religión católica. El 2.44 % adhiere a las iglesias protestantes, evangélicas y bíblicas.

### Localidades
En el censo de 2020 el municipio de Huandacareo contaba con 10 localidades.
| Código INEGI    | Localidad         | Población (2020) |
| --------------- | ----------------- | ---------------- |
| 160360001       | Huandacareo       | 6 689            |
| 160360002       | Capacho           | 1 969            |
| 160360006       | San José Cuaro    | 1 484            |
| 160360003       | La Estancia       | 907              |
| 160360007       | Tupatarillo       | 270              |
| 160360008       | Tupátaro          | 269              |
| 160360005       | San Cristóbal     | 36               |
| 160360013       | La Granja         | 12               |
| 160360012       | El Pescadito      | 4                |
| 160360018       | Rastro Particular | 4                |
| Total municipal | Total municipal   | 11 644           |

## Cultura

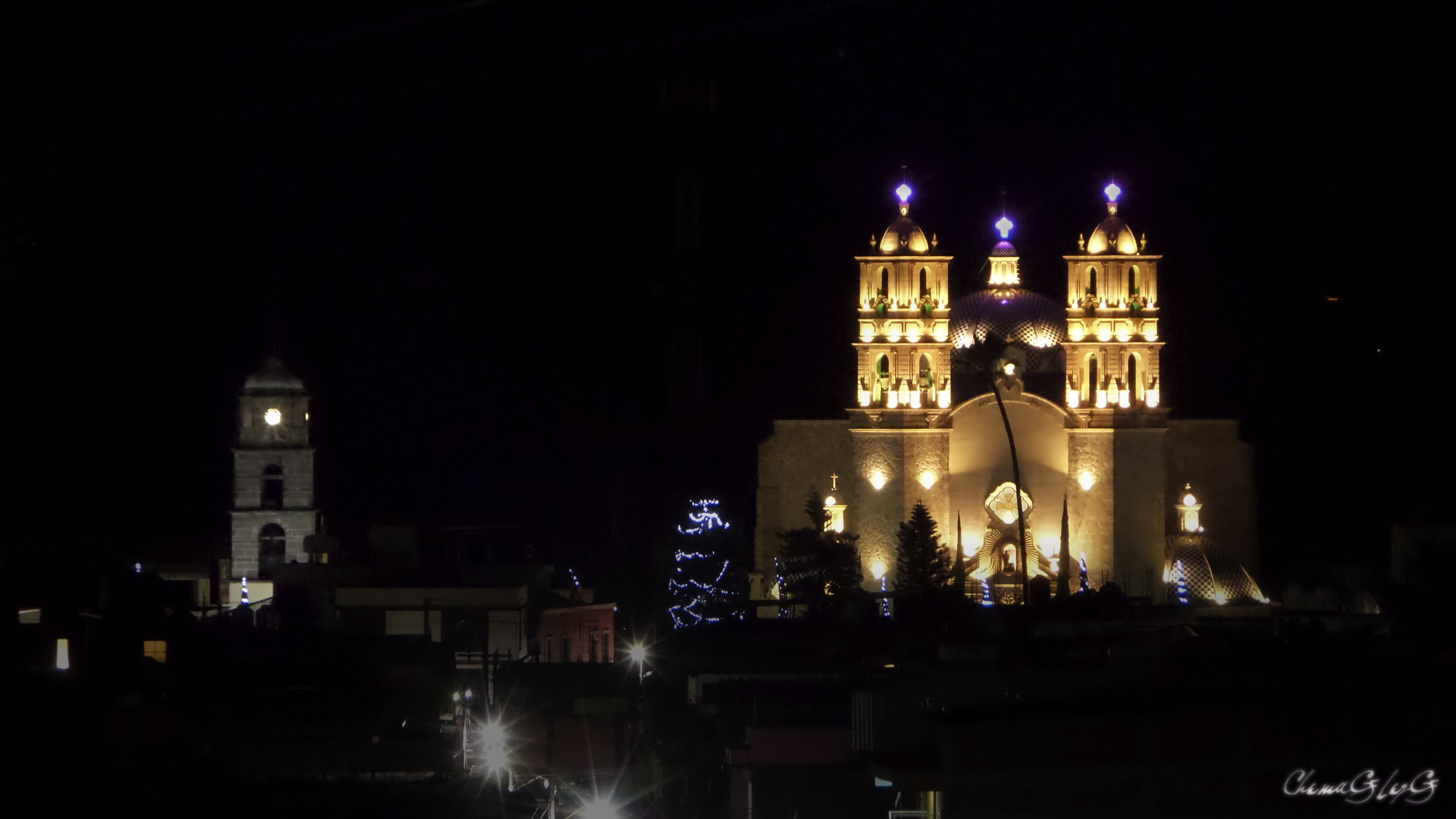
El Templo de San Jerónimo (a la Izquierda) y Templo del Señor del Amparo (a la derecha) son importantes atractivos turísticos.

Cuenta con construcciones que datan de la época colonial y monumentos arqueológicos que datan de la época prehispánica; esta zona arqueológica se encuentra ubicada en la parte noroeste de Huandacareo. Sin embargo, los balnearios de aguas termales son el principal atractivo de esta región, infinidad de turistas de diferentes partes de Michoacán y de otros estados vienen a visitarlos, los cuales pueden gozar de las excelentes instalaciones, áreas verdes y sobre todo de la cordialidad de sus habitantes. Varios de los balnearios de la región cuentan con hoteles para su cómoda estancia, así como la posibilidad de acampar en sus áreas verdes para disfrutar un poco más de la naturaleza. Es un lugar privilegiado por el brote de sus manantiales y sus aguas termales.

### Gastronomía
Las Carnitas: otra de las grandes atracciones del pueblo, preparado con un sabor característico propio de la región. Son famosas a nivel nacional, y están clasificadas como entre las mejores del estado de Michoacán.[cita requerida] Existen varios lugares de venta de carnitas en el país, donde se anuncian expresamente que se preparan al estilo Huandacareo.

### Fiestas
Además de otras celebraciones, en el municipio se llevan a cabo:
- 8 de enero, celebración de la victoria de Huandacareo y la derrota de Inés Chávez. Se realizan juegos pirotécnicos, maratón de baile, carros alegóricos y juegos mecánicos
- 30 de septiembre, fiesta en honor de San Jerónimo

### Artesanías
En el municipio se elaboran de forma artesanal tejidos de algodón y objetos de fibras vegetales como cestos, canastos y tapetes. La confección de sombreros de palma es una de las actividades artesanales características del municipio.

### Monumentos históricos

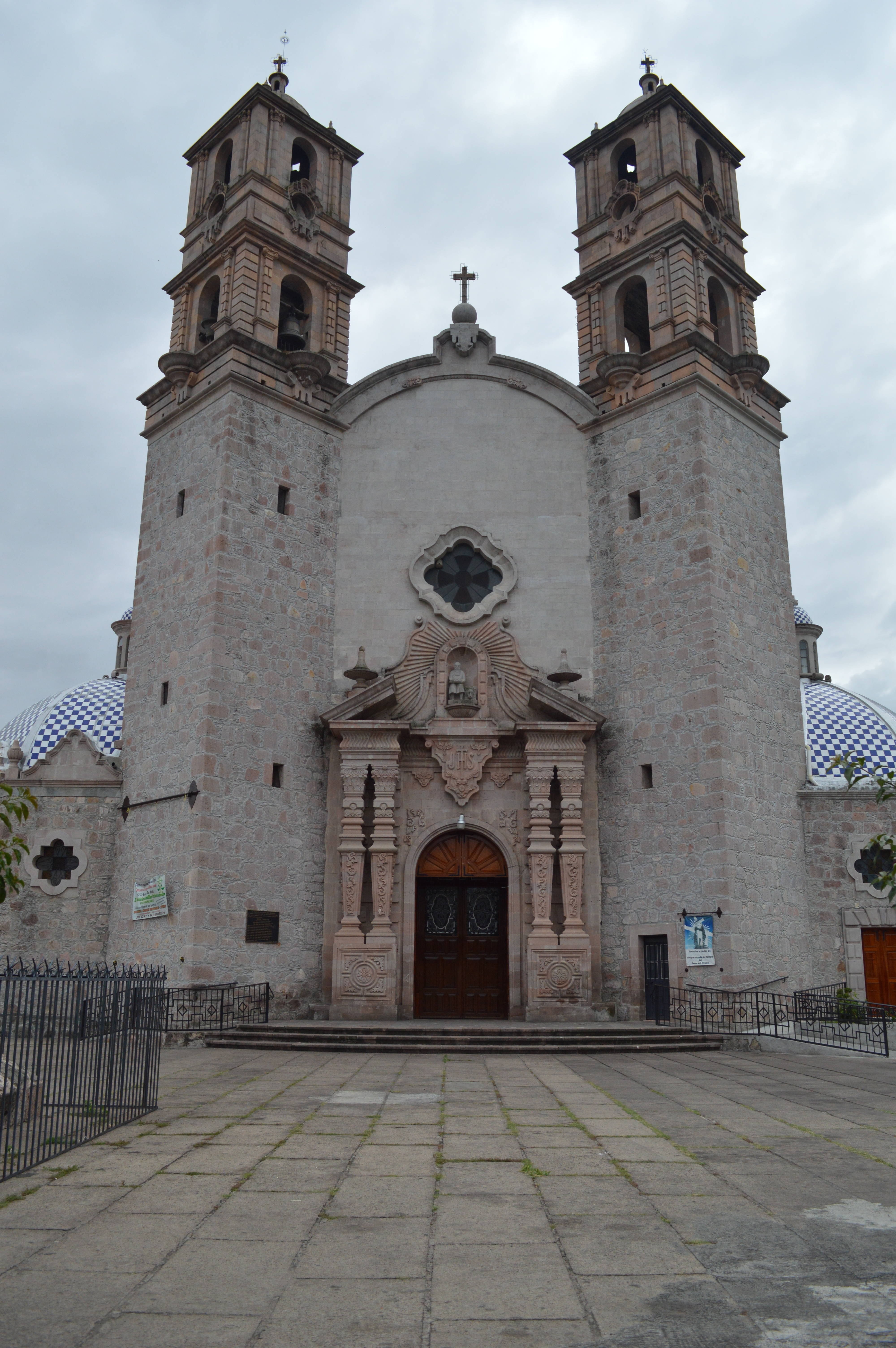
Templo del Sr. del Amparo

Por su valor arqueológico, histórico o arquitectónico, se preservan:
- Zona arqueológica en La Nopalera
- Ex-convento de San Jerónimo
- Santuario de la Virgen de Guadalupe en el Patol
- Templo del Señor de la Expiración de Capacho
- Cruz Atrial de piedra tallada que data de 1776

## Economía
Las principales actividades económicas de las tres localidades más pobladas son la prestación de servicios turísticos, la agricultura, la ganadería porcina y la pesca.
Según el número de unidades destinadas a la actividad, los sectores más dinámicos son el comercio minorista, la prestación de servicios no gubernamentales y la producción de bienes manufacturados.